# 韓國預備軍
大韓民國預備軍 （韩语：／ Daehanminguk Yebigun），通称韓國預備軍，是韓國的一支預備役軍事部隊，約有450萬人的後備軍人所組成。，又可分為動員預備軍（동원예비군）和鄉土預備軍（향토예비군）。
1949年，李承晩最初創軍后，於翌年廢止。
1961年，朴正熙政府《預備軍設置法》製作後1968年4月1日新設。
預備軍的组成人员為韓國國軍服役期滿2年至8年者，2011年11月後規模約320萬人。